# Протојереј-ставрофор
Протојереј-ставрофор је највиши мирски презвитерски чин у Православној цркви.
Овај чин одговара највишем монашком презвитерском чину архимандрита. У Православној српској цркви, овим највишим црквеним одликовањем у презвитерском чину свештенства мирског реда одликују се угледни старији свештеници, обично при крају своје пастирске службе, који су се својим животом и радом посебно истакли и себе и цио свој живот уградили у Цркву.
Овај чин даје Свети архијерејски синод Српске православне цркве на предлог епархијског архијереја, а свечано се уручује одликованом на светој архијерејској литургији уз пригодан говор и честитку. Ово одликовање значи право ношења крста на грудима. Отуда и назив протојереј-ставрофор (крстоносни протојереј).